# Eratoneura lata
Eratoneura lata är en insektsart som först beskrevs av Beamer 1932.  Eratoneura lata ingår i släktet Eratoneura och familjen dvärgstritar. Inga underarter finns listade i Catalogue of Life.